# Tinti kalandjai
A Tinti kalandjai magyar televíziós rajzfilmsorozat, amelyet a Kecskeméti Filmstúdió készített 1987-től 1988-ig. A főszereplő Tinti, a kis kentaur.

## Rövid tartalom
Tinti, a kis kentaur bejárja az egész világot földön, vízen és levegőben. Mindenhol zajlik minden esemény, olykor gondok és bajok is történhetnek. Ő mindig megpróbálja a hibákat megoldani.

## Alkotók
- Írta és rendezte: Balajthy László, Gyulai Líviusz, Király László, Szoboszlay Péter
- Társrendező: Hernádi Tibor
- Dramaturg: Szentistványi Rita
- Zenéjét szerezte: Mericske Zoltán, Tomsits Rudolf
- Operatőr: Magyar Gyöngyi, Polgár Éva, Pugner Edit, Radocsay László, Rácz László, Somos László[1]
- Hangmérnök: Bársony Péter, Zsebényi Béla
- Vágó: Czipauer János, Völler Ágnes
- Tervezte: Gyulai Líviusz
- Animátorok: Balajthy László, Fülöp Rita, Glück Júlia, Király László, Tari József, Toró Annamária[2]
- Munkatársak: Albert Barbara, Bajusz Pálné, Barócsi Edit, Bársony Péter, Érsek Andrea, Gaál Erika, Gödl Beáta, Huszár Gabriella, Klótz László, Kő Edit, Magyar Gyöngyi, Mende Zsolt, Nemes Beatrix, Polgár Éva, Prell Oszkár, Pugner Edit, Rácz László, Réthey Gabriella, Rideg Edit, Szabó János, Takács Tünde, Tari József, Tóth Ákos, Zsebényi Béla[2]
- Színes technika: Szabó László[2]
- Gyártásvezető: Vécsy Veronika
- Produkciós vezető: Mikulás Ferenc

- Készítette a Magyar Televízió megbízásából a Pannónia Filmstúdió és a Kecskemétifilm Kft.

Források

## Epizódok
| Évad | Évad | Részek száma | Részek száma | Eredeti sugárzás  | Eredeti sugárzás  | Magyar adó       |
| Évad | Évad | Részek száma | Részek száma | Évadbemutató      | Évadzáró          | Magyar adó       |
| ---- | ---- | ------------ | ------------ | ----------------- | ----------------- | ---------------- |
|      | 1.   | 3            | 3            | 1991. február 9.  | 1991. március 8.  | Magyar Televízió |
|      | 2.   | 10           | 10           | 1991. március 15. | 1991. április 27. | Magyar Televízió |

### 1. évad (1991)
| Sor. | Év. | Cím                      | Rendező                          | Író            | Premier           | Gyártási szám |
| --- | --- | ------------------------ | -------------------------------- | -------------- | ----------------- | ------------- |
| 1. | 1.  | Korcsolyázó pingvintojás | Gyulai Líviusz, Szoboszlay Péter | Gyulai Líviusz | 1991. február 9.  | 103           |
| Pingvin korcsolyázik önfeledten a jégmezőn, fején tojást egyensúlyozva. A tojást mindenki meg akarja szerezni: játéknak, élelemnek végül széttörik a héja és kibújik belőle egy kis pingvin, lábán korcsolyával, fején tojással. |     |                          |                                  |                |                   |               |
| 2. | 2.  | Fogjunk békát            | Gyulai Líviusz, Szoboszlay Péter | Gyulai Líviusz | 1991. február 22. | 101           |
| A kentaurgyerek összepiszkolja a mosómedve frissen kimosott ruháit. Aztán egy béka is összefröcsköli őket. A kentaurgyerek űzőbe veszi a békát.                                                                                  |     |                          |                                  |                |                   |               |
| 3. | 3.  | Idegen tollakkal         | Gyulai Líviusz, Szoboszlay Péter | Gyulai Líviusz | 1991. március 8.  | 102           |
| A kiskentaur egy vademberrel találkozik, aki igazi piperkőcként mindent magára aggat, még a strucc farktollát is. A kentaurt magával ragadja a divatőrület, s meg akarja szerezni a strucc maradék tollait.                      |     |                          |                                  |                |                   |               |

### 2. évad (1991)
| Sor. | Év. | Cím                     | Rendező                          | Író            | Premier           | Gyártási szám |
| --- | --- | ----------------------- | -------------------------------- | -------------- | ----------------- | ------------- |
| 4. | 1.  | A málhás szamár         | Gyulai Líviusz, Szoboszlay Péter | Gyulai Líviusz | 1991. március 15. | 105           |
| Egy megpakolt mexikói árus vonszolja magát a sivatagban. Mindenütt szívesebben lenne – ezt látjuk a feje felett megjelenő gondolataiban. Tintit meglátva kész a terve: befogja és málhahordónak használja. Tinti bátran ellenáll, de a mexikói győz. Sok kaland után hazaérve a mexikói beköti Tintit a kecskéje mellé. Tinti azonban kiszabadítja a kecskét, s az elképedt család orra előtt a kecskével együtt tovaszáll. |     |                         |                                  |                |                   |               |
| 5. | 2.  | Fel, torreádor!         | Gyulai Líviusz, Balajthy László  | Gyulai Líviusz | 1991. március 1.  | 104           |
| Mit lehet tenni, ha a bika gyáva, sőt fogalma sincs arról, mit kellene tennie az arénában? Ezt a kérdést igyekszik megoldani a torreádor a piros posztóval, ami hol WC-papírként tekereg, hol úthengerként sodor el mindent, ami útjába kerül. A kis kentaurt megpillantva új ötlete támad, s újra remény költözik szívébe.                                                                                                 |     |                         |                                  |                |                   |               |
| 6. | 3.  | A Déli-tenger hullámain | Gyulai Líviusz, Szoboszlay Péter | Gyulai Líviusz | 1991. március 29. | 108           |
| Tinti Hawai tájékára utazik. Összebarátkozik egy kedves polipcsaláddal, meg egy kislánnyal. Tinti hajót formál a testéből és megcsónakáztatja a kislányt. Hirtelen feltűnik egy cápa és a nyomukba ered. De a polipmama segítségével túljárnak a cápa eszén. |     |                         |                                  |                |                   |               |
| 7. | 4.  | A nagy verseny          | Gyulai Líviusz, Balajthy László  | Gyulai Líviusz | 1991. április 5.  | 106           |
| A kentaurgyerek egy lóversenypályára téved. Érdeklődéssel szemléli az eseményeket. Egy élelmes zsoké elkapja, és belovagol vele a pályára. Tinti hamarosan megelégeli a dicsőséget, s elrepül. A lovak utána vágtatnak. Tinti egy repülőtéri hivatalos fogadás közepébe kerül, óriási kavarodást okozva… |     |                         |                                  |                |                   |               |
| 8. | 5.  | Zenesuli                | Gyulai Líviusz, Balajthy László  | Gyulai Líviusz | 1991. április 19. | 110           |
| Tinti egy álmos kisvárosban összebarátkozik egy ebadta kislánnyal. Őt követve eljut a zenesuliba, ahol a diákok és tanárok fantasztikus közjátékai után egy szivartól kigyullad a zongora. Tinti mentőangyalként repíti ki a tűzből a gyerekeket. |     |                         |                                  |                |                   |               |
| 9. | 6.  | A náthás világítótorony | Gyulai Líviusz, Király László    | Gyulai Líviusz | 1991. március 22. | 111           |
| Egy parányi szigeten egy világítótorony. Lakója az éppen náthás öreg tengerész és szolgája a papagáj. A kíváncsian bekukkantó Tintit elkapja a papagáj, s most ő látja el a feladatokat a toronyban. Egyszer csak két kalóz köt ki a szigeten, és azonnal náthásak lesznek. A tengerész és a papagáj őket ápolja, míg Tinti tüsszögések közepette tovaszáll.                                                                |     |                         |                                  |                |                   |               |
| 10. | 7.  | Télapó kisinasa         | Szoboszlay Péter, Toró Annamária | Gyulai Líviusz | 1991. december 6. | 109           |
| Tinti boldogan ugrál, csúszkál a hólepte tájban, majd hógolyóként gurul lefelé a lejtőn. Így ütközik bele a Télapóba, ajándékokkal megrakott szánkójába. Felszedik a szétszóródott játékokat, s Tinti most már a Télapó mellett marad, együtt osztják ki az ajándékokat az erdő lakóinak. |     |                         |                                  |                |                   |               |
| 11. | 8.  | Hajszás órák Londonban  | Gyulai Líviusz                   | Gyulai Líviusz | 1991. április 12. | 107           |
| Egy éjszaka Tinti egy szupermarket kirakatában egy hintalovat nézeget. Rablók az áruház kifosztására készülnek, de Tintit észrevéve elmenekülnek. Tintinek viszont kedve támad körülnézni az áruházban. Egy arrajáró bobby észreveszi a kötélhágcsót, behatol az áruházba elfogni a rablót, szédületes hajsza kezdődik, aminek eredményeképpen az egész áruház romokban hever.                                              |     |                         |                                  |                |                   |               |
| 12. | 9.  | Velencei karnevál       | Gyulai Líviusz, Hernádi Tibor    | Gyulai Líviusz | 1991. február 15. | 112           |
| Tintit a velencei karnevál forgatagában elrabolják, ketrecbe zárják. Kiderül, ugyanolyan sorsot szánnak neki is, mint a többi fogolynak, a balettruhába öltöztetett, táncra kényszerített egereknek. Tinti sok viszontagság után megmenti az egereket, s maga is kereket old. |     |                         |                                  |                |                   |               |
| 13. | 10. | Kastély Skóciában       | Gyulai Líviusz, Király László    | Gyulai Líviusz | 1991. április 27. | 113           |
| Tinti egy kísértetjárta skót kastélyba látogat. |     |                         |                                  |                |                   |               |